# Crucero del Norte
Club Asociación Mutual Crucero del Norte – argentyński klub piłkarski z siedzibą w mieście Garupá, leżącym w prowincji Misiones.

## Osiągnięcia
- Mistrz ligi prowincjonalnej Liga Posadeña de Fútbol: 2004 Apertura

## Historia
Crucero del Norte w sezonie 2004/2005 awansował do czwartej ligi Torneo Argentino B, w której gra do dziś.